# Presidenti della Colombia

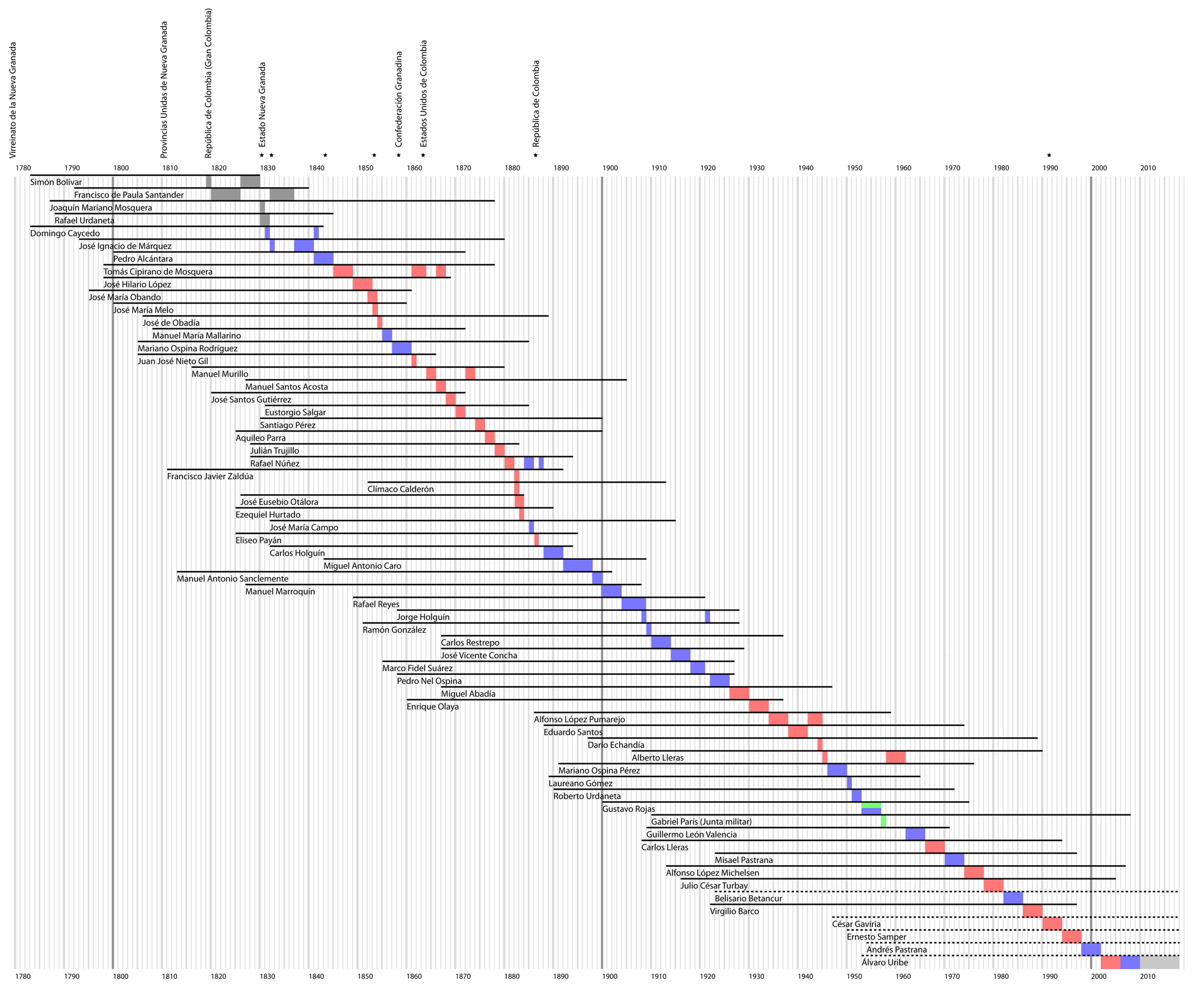
Linea del tempo dei Presidenti colombiani, dalla sua indipendenza fino al 2010.

La seguente è una lista dei presidenti della Repubblica di Colombia, la più alta carica istituzionale della Colombia, istituita nel 1819. Il presidente esercita il potere esecutivo.
I suoi poteri e le sue responsabilità sono sancite dalla costituzione del 1991 al titolo VII, capitolo I. Tra questi vi sono: garantire i diritti e le libertà di tutti i colombiani, detenere il comando generale delle forze militari, avere il potere di nominare i ministri, i governatori dei dipartimenti amministrativi e altri incarichi a sua libera discrezione.
Il presidente è eletto a suffragio universale diretto dai cittadini della Colombia per un mandato di 4 anni, dopo di che non può essere rieletto. Sebbene in origine nella Costituzione del 1991 non fosse permessa la rielezione, nel 2004 fu approvata una riforma costituzionale che consentì una singola rielezione. La suddetta riforma è durata fino al 2015, quando una nuova riforma ha eliminato la rielezione. In caso di morte, licenziamento o dimissioni di un presidente, il vicepresidente assume la presidenza.
L'attuale presidente è Gustavo Petro, che ha assunto la carica di presidente della Colombia il 7 agosto 2022.

## Lista

### Legenda
Senza Partito
     Conservatore
     Liberale
     Nazionale
     Giunta militare
     Primero Colombia
     Partito Sociale di Unità Nazionale
     Centro Democratico
     Colombia Humana

### Grande Colombia (1819 -1831)
L'organizzazione politica della Grande Colombia venne definita nel Congresso di Cúcuta (1821).
Costituzionalmente, il governo era caratterizzato da un forte potere esecutivo nella persona del Presidente della Repubblica e dei Vicepresidenti regionali che agivano per conto del Presidente in sua assenza.

#### Lista dei Presidenti della Repubblica della Grande Colombia
| • Repubblica di Colombia • | • Repubblica di Colombia •                                    | • Repubblica di Colombia •           | • Repubblica di Colombia • | • Repubblica di Colombia • | • Repubblica di Colombia • | • Repubblica di Colombia •                                           | • Repubblica di Colombia •                                             | • Repubblica di Colombia • |
| N°                         | Presidente                                                    | Presidente                           | Inizio                     | Fine                       | Partito                    | Mandato                                                              | Vicepresidente                                                         | Presidenti ad interim |
| -------------------------- | ------------------------------------------------------------- | ------------------------------------ | -------------------------- | -------------------------- | -------------------------- | -------------------------------------------------------------------- | ---------------------------------------------------------------------- | --- |
| 1                          |                                                               | Simón Bolívar                        | 15 febbraio 1819           | 4 maggio 1830              | Indipendente               | (1819)                                                               | Francisco Antonio Zea Díaz (16 febbraio 1819–21 marzo 1820)            | Francisco de Paula Santander y Omaña (13 dicembre 1821–14 novembre 1826) Estanislao Vergara y Santamaría (10 novembre 1829–10 dicembre 1829) |
| 1                          | 1 (1819)                                                      | Simón Bolívar                        | 15 febbraio 1819           | 4 maggio 1830              | Indipendente               |                                                                      | Francisco Antonio Zea Díaz (16 febbraio 1819–21 marzo 1820)            | Francisco de Paula Santander y Omaña (13 dicembre 1821–14 novembre 1826) Estanislao Vergara y Santamaría (10 novembre 1829–10 dicembre 1829) |
| 1                          | Juan Germán Roscio Nieves (21 marzo 1820–10 marzo 1821)       | Simón Bolívar                        | 15 febbraio 1819           | 4 maggio 1830              | Indipendente               |                                                                      |                                                                        | Francisco de Paula Santander y Omaña (13 dicembre 1821–14 novembre 1826) Estanislao Vergara y Santamaría (10 novembre 1829–10 dicembre 1829) |
| 1                          | vacante (10 marzo 1821–4 aprile 1821)                         | Simón Bolívar                        | 15 febbraio 1819           | 4 maggio 1830              | Indipendente               |                                                                      |                                                                        | Francisco de Paula Santander y Omaña (13 dicembre 1821–14 novembre 1826) Estanislao Vergara y Santamaría (10 novembre 1829–10 dicembre 1829) |
| 1                          | Antonio Nariño y Álvarez (4 aprile 1821–6 giugno 1821)        | Simón Bolívar                        | 15 febbraio 1819           | 4 maggio 1830              | Indipendente               |                                                                      |                                                                        | Francisco de Paula Santander y Omaña (13 dicembre 1821–14 novembre 1826) Estanislao Vergara y Santamaría (10 novembre 1829–10 dicembre 1829) |
| 1                          | José María del Castillo y Rada (6 giugno 1821–3 ottobre 1821) | Simón Bolívar                        | 15 febbraio 1819           | 4 maggio 1830              | Indipendente               |                                                                      |                                                                        | Francisco de Paula Santander y Omaña (13 dicembre 1821–14 novembre 1826) Estanislao Vergara y Santamaría (10 novembre 1829–10 dicembre 1829) |
| 1                          | 2 (1821)                                                      | Simón Bolívar                        | 15 febbraio 1819           | 4 maggio 1830              | Indipendente               | Francisco de Paula Santander y Omaña (3 ottobre 1821–27 agosto 1828) |                                                                        | Francisco de Paula Santander y Omaña (13 dicembre 1821–14 novembre 1826) Estanislao Vergara y Santamaría (10 novembre 1829–10 dicembre 1829) |
| 1                          | 3 (1826)                                                      | Simón Bolívar                        | 15 febbraio 1819           | 4 maggio 1830              | Indipendente               | Francisco de Paula Santander y Omaña (3 ottobre 1821–27 agosto 1828) |                                                                        | Francisco de Paula Santander y Omaña (13 dicembre 1821–14 novembre 1826) Estanislao Vergara y Santamaría (10 novembre 1829–10 dicembre 1829) |
| 1                          | 3 (1826)                                                      | Simón Bolívar                        | 15 febbraio 1819           | 4 maggio 1830              | Indipendente               | vacante (27 agosto 1828– 4 maggio 1830)                              |                                                                        | Francisco de Paula Santander y Omaña (13 dicembre 1821–14 novembre 1826) Estanislao Vergara y Santamaría (10 novembre 1829–10 dicembre 1829) |
| 2                          |                                                               | Joaquín de Mosquera y Arboleda       | 4 maggio 1830              | 4 settembre 1830           | Indipendente               | 4 (1830)                                                             | Domingo Caycedo y Sanz de Santamaría (4 maggio 1830–4 settembre 1830)  | Domingo Caycedo y Sanz de Santamaría (4 maggio 1830–15 giugno 1830) (2 agosto 1830–18 agosto 1830)                                           |
| 3                          |                                                               | Rafael Urdaneta y Faría              | 4 settembre 1830           | 30 aprile 1831             | Indipendente               | 4 (1830)                                                             | sospeso (4 settembre 1830–30 aprile)                                   | |
| vacante                    | vacante                                                       | vacante                              | 30 aprile 1831             | 10 marzo 1832              | -                          | 4 (1830)                                                             | Domingo Caycedo y Sanz de Santamaría (30 aprile 1831–21 novembre 1831) | Domingo Caycedo y Sanz de Santamaría (30 aprile 1831–21 novembre 1831)                                                                       |
| vacante                    | vacante                                                       | vacante                              | 30 aprile 1831             | 10 marzo 1832              | -                          | 4 (1830)                                                             | José María Obando del Campo (21 novembre–10 marzo 1832)                | |
| 4                          |                                                               | Francisco de Paula Santander y Omaña | 10 marzo 1832              | 1º aprile 1837             | Indipendente               | 5 (1832)                                                             | José Ignacio de Márquez Barreto (10 marzo 1832–1º aprile 1833)         | José Ignacio de Márquez Barreto (10 marzo 1832–7 ottobre 1832)                                                                               |

Annotazioni
1. 1 2 3  "Dimissioni"
2. ↑  "Morte"
3. ↑  "Colpo di Stato"

### Repubblica della Nuova Granada (1831 -1858)

#### Governo e politica
La Repubblica della Nuova Granada nacque nel 1830 e cessò di esistere nel 1858, periodo nel quale fu istituita una forma di governo centralista e presidenzialista. Nella riforma costituzionale del 1843 poteri più ampi furono attribuiti al Presidente come capo dell'esecutivo nel quale egli poteva esercitare il massimo controllo per mantenere l'ordine malgrado la guerra civile. In questa riforma si stabilì anche un carattere più autoritario e centralista dello Stato.
La riforma costituzionale del 1853 diede il via al liberalismo e stabilì uno Stato di tipo federale; venne abolita la schiavitù ed esteso il suffragio a tutti gli uomini maggiori di 21 anni.

#### Lista dei Presidenti della Repubblica della Nuova Granada
| • Repubblica della Nuova Granada • | • Repubblica della Nuova Granada •                                    | • Repubblica della Nuova Granada •                | • Repubblica della Nuova Granada • | • Repubblica della Nuova Granada • | • Repubblica della Nuova Granada • | • Repubblica della Nuova Granada •                                  | • Repubblica della Nuova Granada •                                                                                        | • Repubblica della Nuova Granada •                              |
| No.                                | Presidente                                                            | Presidente                                        | Inizio                             | Fine                               | Partito                            | Mandato                                                             | Vicepresidente | Presidenti ad interim                                           |
| ---------------------------------- | --------------------------------------------------------------------- | ------------------------------------------------- | ---------------------------------- | ---------------------------------- | ---------------------------------- | ------------------------------------------------------------------- | --- | --------------------------------------------------------------- |
| 1                                  |                                                                       | Francisco de Paula Santander y Omaña (1792–1840)  | 10 marzo 1832                      | 1º aprile 1837                     | Indipendente                       | (1832)                                                              | José Ignacio de Márquez Barreto (10 marzo 1832–1º aprile 1833)                                                            | José Ignacio de Márquez Barreto (10 marzo 1832–7 ottobre 1832)  |
| 1                                  | 1 (1833)                                                              | Francisco de Paula Santander y Omaña (1792–1840)  | 10 marzo 1832                      | 1º aprile 1837                     | Indipendente                       | Joaquín Mariano Mosquera y Arboleda (1º aprile 1833–1º aprile 1835) | | José Ignacio de Márquez Barreto (10 marzo 1832–7 ottobre 1832)  |
| 1                                  | 1 (1833)                                                              | Francisco de Paula Santander y Omaña (1792–1840)  | 10 marzo 1832                      | 1º aprile 1837                     | Indipendente                       | José Ignacio de Márquez Barreto (1º aprile 1835–1º aprile 1837)     | | José Ignacio de Márquez Barreto (10 marzo 1832–7 ottobre 1832)  |
| 2                                  |                                                                       | José Ignacio de Márquez Barreto (1793–1880)       | 1º aprile 1837                     | 1º aprile 1841                     | Indipendente (Ministeriali)        | 2 (1837)                                                            | vacant (1º aprile 1837–1º aprile 1839)                                                                                    |                                                                 |
| 2                                  | Domingo Caycedo y Sanz de Santamaría (1º aprile 1839–1º aprile 1843)  | José Ignacio de Márquez Barreto (1793–1880)       | 1º aprile 1837                     | 1º aprile 1841                     | Indipendente (Ministeriali)        | 2 (1837)                                                            | |                                                                 |
| 3                                  |                                                                       | Pedro Alcántara Herrán Martínez (1800–1872)       | 1º aprile 1841                     | 1º aprile 1845                     | Indipendente (Ministeriali)        | 3 (1841)                                                            | Juan de Dios Aranzazu González (5 luglio 1841–19 maggio 1842)                                                             |                                                                 |
| 3                                  | Joaquín José Gori y Álvarez de Castro (1º aprile 1843–1º aprile 1847) | Pedro Alcántara Herrán Martínez (1800–1872)       | 1º aprile 1841                     | 1º aprile 1845                     | Indipendente (Ministeriali)        | 3 (1841)                                                            | Juan de Dios Aranzazu González (5 luglio 1841–19 maggio 1842)                                                             |                                                                 |
| 4                                  |                                                                       | Tomás Cipriano de Mosquera y Arboleda (1798–1878) | 1º aprile 1845                     | 1º aprile 1849                     | Indipendente (Ministeriali)        | 4 (1845)                                                            | Rufino Cuervo y Barreto (14 agosto 1847–14 dicembre 1847)                                                                 |                                                                 |
| 4                                  | Rufino Cuervo y Barreto (1º aprile 1847–1º aprile 1851)               | Tomás Cipriano de Mosquera y Arboleda (1798–1878) | 1º aprile 1845                     | 1º aprile 1849                     | Indipendente (Ministeriali)        | 4 (1845)                                                            | Rufino Cuervo y Barreto (14 agosto 1847–14 dicembre 1847)                                                                 |                                                                 |
| 5                                  |                                                                       | José Hilario López Valdéz (1798–1869)             | 1º aprile 1849                     | 1º aprile 1853                     | Liberale                           | 5 (1849)                                                            | |                                                                 |
| 5                                  | José de Obaldía y Orejuela (1º aprile 1851–1º aprile 1855)            | José Hilario López Valdéz (1798–1869)             | 1º aprile 1849                     | 1º aprile 1853                     | Liberale                           | 5 (1849)                                                            | |                                                                 |
| 6                                  |                                                                       | José María Obando del Campo (1795–1861)           | 1º aprile 1853                     | 17 aprile 1854                     | Liberale                           | 6 (1853)                                                            | |                                                                 |
| 7                                  |                                                                       | José María Melo y Ortiz (1800–1860)               | 17 aprile 1854                     | 4 dicembre 1854                    | Indipendente (Esercito)            | 6 (1853)                                                            | Francisco Antonio Obregón Muñoz (20 maggio 1854–2 giugno 1854)                                                            |                                                                 |
| vacante                            | vacante                                                               | vacante                                           | 4 dicembre 1854                    | 1º aprile 1857                     | -                                  | 6 (1853)                                                            | José de Obaldía y Orejuela (5 agosto 1854–1º aprile 1855) Manuel María Mallarino Ibargüen (1º aprile 1855–1º aprile 1857) |                                                                 |
| vacante                            | vacante                                                               | vacante                                           | 4 dicembre 1854                    | 1º aprile 1857                     | -                                  | 6 (1853)                                                            | José de Obaldía y Orejuela (5 agosto 1854–1º aprile 1855) Manuel María Mallarino Ibargüen (1º aprile 1855–1º aprile 1857) | Manuel María Mallarino Ibargüen (1º aprile 1855–1º aprile 1859) |
| 8                                  |                                                                       | Mariano Ospina Rodríguez (1805–1885)              | 1º aprile 1857                     | 1º aprile 1861                     | Conservatore                       | 7 (1857)                                                            | |                                                                 |
| 8                                  |                                                                       | Mariano Ospina Rodríguez (1805–1885)              | 1º aprile 1857                     | 1º aprile 1861                     | Conservatore                       | 7 (1857)                                                            | |                                                                 |

Annotazioni
1. ↑  Colpo di Stato

### Confederazione Granadina (1858 - 1863)

#### Governo e politica
Il sistema politico derivante dalla Costituzione del 1858, con cui nacque la Confederazione Granadina e che in seguito cedette il passo alla formazione degli Stati Uniti di Colombia, fu attraversato da un periodo di profonda instabilità in cui i conservatori, debolmente coesi attorno al governo di Mariano Ospina Rodríguez, cercarono di rimanere al potere di fronte a una coalizione formata dai liberali radicali e le forze del caudillo Tomás Cipriano de Mosquera.
In questo senso, è impossibile comprendere la Confederazione Granadina al di fuori della rivoluzione mosquerista del 1860-1863, poiché questo ha permesso l'accesso diretto dei liberali al potere e la radicalizzazione del modello federale nella Costituzione di Rionegro.
La Confederazione Granadina raccolse un certo consenso tra le élite politiche e intellettuali sulla convenienza dell'adozione di un modello federale come soluzione alle tendenze dittatoriali e autoritarie dei leader nazionali, come cercò di fare José María Melo. In questo senso, i massimi esponenti di questa prospettiva, chiarendo che le idee provenivano sia dal Partito Liberale sia dal Partito Conservatore, hanno in gran parte soppresso le capacità del potere centrale, gettando le basi di tre decenni di predominio delle potenze regionali e locali nella Repubblica. In questo modo l'ordine istituito in questo quadro finì per diventare insostenibile a causa dell'annullamento pratico del governo federale per via dell'eliminazione della maggior parte dei suoi poteri, come un fenomeno che influenzò in modo duraturo il futuro del paese alla fine del XIX secolo.
La Costituzione del 1858, con la quale il Paese passò a chiamarsi Confederazione Granadina, fu in pratica il risultato della creazione degli Stati Sovrani di Panama, Antioquia, Bolívar, Boyacá, Cauca, Cundinamarca, Tolima e Magdalena, realizzando delle realtà non contemplata dalla Costituzione del 1853. In questo senso, l'assemblea costituente presieduta da Mariano Ospina Rodríguez arrivò solo a riconfermare una realtà che esisteva dal 1855 e che avrebbe dato forma al federalismo, che in termini pratici era già di consenso tra la maggioranza dei membri dell'élite nazionale e provinciale.
In questo modo, a causa della sua particolare formazione, il primo elemento che diventò evidente fu che la Costituzione del 1858, anziché essere un ordinamento reale dell'organizzazione politica della società, era principalmente un prodotto della necessità di stabilire connessioni tra l'insieme di norme che modellavano Stati indipendenti e sovrani, evitando la comparsa di tendenze secessioniste all'interno del Paese. Così, la Costituzione ha riconosciuto formalmente la supremazia del provinciale sul nazionale, facendo sì che le Assemblee statali e i governatori potessero i loro affari con ampia libertà. Elementi come la libertà nel commercio di armi, la determinazione della legge elettorale, la nomina di funzionari e l'organizzazione dell'istruzione, erano funzioni delegate nella loro interezza ai governi regionali.
Per quanto riguarda i poteri del governo federale, la cui durata nel caso del Congresso era di 4 anni e del Presidente di soli 2, la Costituzione del 1858 consentiva all'Esecutivo federale solamente la gestione delle relazioni estere, l'organizzazione delle istituzioni della confederazione e le corrispondenti per determinare gli elementi generali della legislazione federale. La Vicepresidenza venne abolita e sostituita con un incaricato nominato dal Congresso.
Grazie a queste disposizioni costituzionali è evidente che il potere del governo federale era molto limitato e rispondeva essenzialmente alla salvaguardia dell'unione tra Stati praticamente indipendenti che altrimenti difficilmente sarebbero rimasti nell'organizzazione politica ora confederata. Questo attaccamento assoluto alla sovranità provinciale e al non interventismo del governo federale fu l'elemento che ispirò la rivolta del 1860, dopo che il presidente Ospina Rodríguez cercò di recuperare molti dei poteri tradizionali della prima presidenza, attraverso una serie di leggi che nel 1859 modificarono sostanzialmente l'ordine costituzionale.

#### Lista dei Presidenti della Repubblica della Confederazione Granadina
| • Confederazione Granadina • | • Confederazione Granadina • | • Confederazione Granadina •                      | • Confederazione Granadina • | • Confederazione Granadina • | • Confederazione Granadina • | • Confederazione Granadina • | • Confederazione Granadina • | • Confederazione Granadina •                       | • Confederazione Granadina • |
| N°                           | Presidente                   | Presidente                                        | Inizio                       | Fine                         | Partito                      | Mandato                      | Vicepresidente               | Presidente ad interim                              | Presidente durante una ribellione |
| ---------------------------- | ---------------------------- | ------------------------------------------------- | ---------------------------- | ---------------------------- | ---------------------------- | ---------------------------- | ---------------------------- | -------------------------------------------------- | --- |
| 1                            |                              | Mariano Ospina Rodríguez (1805–1885)              | 1º aprile 1857               | 1º aprile 1861               | Conservatore                 | (1857)                       | [ n 1 ]                      |                                                    | Juan José Nieto Gil (25 gennaio 1861–18 luglio 1861) |
| 2                            |                              | Bartolomé Calvo Díaz (1815–1889)                  | 1º aprile 1861               | 18 luglio 1861               | Conservatore                 | 1 (1861)                     | [ n 2 ]                      |                                                    | |
| 3                            |                              | Tomás Cipriano de Mosquera y Arboleda (1798–1878) | 18 luglio 1861               | 4 febbraio 1863              | Liberale                     | 1 (1861)                     | [ n 4 ]                      | Andrés Cerón Serrano (febbraio 1862–febbraio 1862) | Julio Arboleda Pombo (10 luglio 1861–18 luglio 1861) Ignacio Gutiérrez Vergara (18 luglio 1861–18 gennaio 1862) Leonardo Canal González (18 luglio 1861–6 novembre 1862) Manuel del Río y de Narváez (6 novembre 1862–13 gennaio 1863) |

Annotazioni
1. ↑  vicepresidente
2. ↑  vicepresidente
3. ↑  Colpo di Stato
4. ↑  vicepresidente

### Stati Uniti di Colombia (1863 - 1886)

#### Governo e politica
Con la nuova Costituzione fu istituito un sistema federale con una presidenza centrale biennale debole (Presidenza dell'Unione) e nessuna possibilità di rielezione immediata. L'elezione del Presidente dell'Unione era indiretta: ciascuno dei nove stati (Panama, Antioquia, Magdalena, Bolívar, Santander, Boyacá, Cundinamarca, Tolima e Cauca) sceglieva il candidato di sua scelta seguendo le particolari procedure elettorali di ogni Stato; poi, ciascuno dei nove stati depositava un voto per eleggere il Presidente dell'Unione. Il candidato vincitore era quello con la maggioranza assoluta dei voti; se non fosse stata raggiunta la maggioranza assoluta, sarebbe spettato al Congresso scegliere il Presidente dallo stesso gruppo di candidati.
Si liberalizzò la politica a livello sociale ed economico, proclamando la libertà di esprimere la propria opinione in modo verbale o per iscritto, la libertà di lavorare o organizzare qualsiasi attività commerciale, la libertà di stampa, la libertà di viaggiare attraverso il territorio, di entrare o uscire dallo stesso, la libertà di istruzione, la libertà di culto, la libertà di associazione, la libertà di possedere armi e munizioni e poterli commerciare.
Il 12 maggio, quattro giorni dopo la proclamazione della Costituzione, i 61 delegati elessero Tomás Cipriano de Mosquera per governare per due anni, fino al 1º aprile del 1864, momento in cui i nuovi regolamenti per nominare il Presidente sarebbero entrati in vigore. Mosquera diede al liberalismo un tono anticlericale e ai conservatori un tono pro-clericale, cosa che sarebbe continuata per molti decenni.
Il periodo federale, fino alla riforma costituzionale del 1876, produsse quarantadue nuove Costituzioni statali e prima del 1876 le elezioni erano quasi continue, poiché i diversi Stati non votavano simultaneamente neanche per l'elezione del presidente dell'Unione. Così venne fatto un cambiamento costituzionale in modo che le elezioni per il Presidente di ogni Stato venissero fatte contemporaneamente in tutti gli Stati.

#### Lista dei Presidenti degli Stati Uniti di Colombia
| Presidente | Presidente | Período | Período                             | Partito               | Commenti |
| --- | ---------- | ------- | ----------------------------------- | --------------------- | --- |
| Tomás Cipriano de Mosquera (2º mandato) |            |         | 18 luglio 1861 - 10 febbraio 1863   | Liberale Radicale     | Prese il potere con un colpo di stato dopo aver trionfato nella guerra civile. |
| Esecutivo plurale: - Froilán Largacha [Presidente] - Tomás Cipriano de Mosquera - José Hilario López - Eustorgio Salgar - Santos Gutiérrez Prieto |            |         | 10 febbraio 1863 - 14 maggio 1863   | Liberale              | |
| Tomás Cipriano de Mosquera (3º mandato) |            |         | 14 maggio 1863 - 1º aprile 1864     | Liberale Radicale     | |
| Manuel Murillo Toro (1º mandato) |            |         | 1º aprile 1864 - 1º aprile 1866     | Liberale Radicale     | Primo presidente civile rieletto. |
| José María Rojas Garrido |            |         | 1º aprile 1866 - 20 maggio 1866     | Liberale Moderato     | Primo presidente che assunse l'incarico in qualità di Primo Designato. |
| Tomás Cipriano de Mosquera (4º mandato) |            |         | 20 maggio 1866 - 12 maggio 1867     | Liberale Radicale     | Deposto il 12 maggio 1867 dall'esercito comandato dal colonnello Daniel Delgado Paris dell'opposizione, che lo fece prigioniero e permise la presa del potere del generale Santos Acosta, allora comandante dell'Esercito. |
| Joaquín Riascos |            |         | 12 maggio 1867 - 28 giugno 1867     | Liberale Radicale     | Riascos governò per 47 giorni, riconosciuto come legale dal Congresso della Repubblica. La legge 15 del 1868 lo confermò.                                                                                                  |
| Santos Acosta |            |         | 28 giugno 1867 - 1º aprile 1868     | Liberale Radicale     | Organizzò il colpo contro Tomás Cipriano de Mosquera. Creazione il 22 settembre 1867 dell'Università Nazionale degli Stati Uniti della Colombia, oggi Università Nazionale della Colombia.                                 |
| Santos Gutiérrez Prieto |            |         | 1º aprile 1868 - 1º aprile 1870     | Liberale Radicale     | |
| Eustorgio Salgar |            |         | 1º aprile 1870 - 1º aprile 1872     | Liberale Radicale     | Periodo di pace Aiutò a creare l'Accademia Colombiana della Lingua |
| Manuel Murillo Toro (2º mandato) |            |         | 1º aprile 1872 - 1º aprile 1874     | Liberale Radicale     | |
| Santiago Pérez Manosalva |            |         | 1º aprile 1874 - 1º aprile 1876     | Liberale Radicale     | Morì esiliato a Parigi. |
| Aquileo Parra |            |         | 1º aprile 1876 - 1º aprile 1878     | Liberale Radicale     | Nel 1877, Sergio Camargo Pinzón è stato presidente provvisorio degli Stati Uniti della Colombia per tre mesi, sostituendo il presidente in carica, Aquileo Parra, che era malato.                                          |
| Julián Trujillo Largacha |            |         | 1º aprile 1878 - 1º aprile 1880     | Liberale Indipendente | Precursore della Costituzione successiva del 1886 |
| Rafael Núñez Moledo (1º mandato) |            |         | 1º aprile 1880 - 1º aprile 1882     | Liberale Indipendente | Uno dei due colombiani a essere stato più volte eletto presidente. |
| Francisco Javier Zaldúa |            |         | 1º aprile 1882 - 21 dicembre 1882   | Liberale Indipendente | Unico presidente che è morto per cause naturali nell'esercizio del suo incarico. |
| Clímaco Calderón |            |         | 21 dicembre 1882 - 22 dicembre 1882 | Liberale Indipendente | Procuratore Generale. |
| José Eusebio Otálora |            |         | 22 dicembre 1882 - 1º aprile 1884   | Liberale Indipendente | |
| Ezequiel Hurtado |            |         | 1º aprile 1884 - 10 agosto 1884     | Liberale Radicale     | Primo Designato. |
| Rafael Núñez Moledo (2º mandato) |            |         | 10 agosto 1884 - 1º aprile 1886     | Liberale Indipendente | Da questo periodo, Núñez è stato sostenuto dal Partito Conservatore. Incominciò a esercitare il suo incarico tempo dopo la sua elezione per via della sua assenza.                                                         |

### Repubblica di Colombia (Dal 1886)

#### Governo e politico
La Colombia è una democrazia rappresentativa. In Colombia il suffragio non è obbligatorio, il suo sistema elettorale è a suffragio volontario. Il voto obbligatorio vige nella maggior parte dei paesi dell'America Latina.
La Costituzione del 1991 determina tutte le norme, i diritti e i doveri dei colombiani e dei rami del potere pubblico. La Costituzione politica della Colombia suddivide il potere in tre rami: esecutivo, legislativo e giudiziario.

#### Lista dei Presidenti della Repubblica di Colombia
| Presidente | Presidente | Presidente | Partito                            | Elezione   | Inizio            | Fine              |
| ---------- | --- | --- | ---------------------------------- | ---------- | ----------------- | ----------------- |
|            | | Rafael Núñez | Conservatore                       | 1886       | 1886              | 1886              |
|            | | José María Campo Serrano | Conservatore                       |            | 1886              | 1886              |
|            | | Eliseo Payán | Liberale                           |            | 1886              | 1887              |
|            | | Rafael Núñez | Conservatore                       |            | 1887              | 1888              |
|            | | Carlos Holguín Mallarino | Conservatore                       |            | 1888              | 29 settembre 1892 |
|            | | Rafael Núñez | Conservatore                       | 1892       | 29 settembre 1892 | 18 settembre 1894 |
|            | | Miguel Antonio Caro | Conservatore                       |            | 18 settembre 1894 | 7 agosto 1898     |
|            | | Manuel Antonio Sanclemente | Conservatore                       | 1898       | 7 agosto 1898     | 31 luglio 1900    |
|            | | José Manuel Marroquín | Conservatore                       |            | 31 luglio 1900    | 7 agosto 1904     |
|            | | Rafael Reyes | Conservatore                       | 1904       | 7 agosto 1904     | 27 luglio 1909    |
|            | | Jorge Marcelo Holguín Mallarino | Conservatore                       |            | 27 luglio 1909    | 4 agosto 1909     |
|            | | Ramón González Valencia | Conservatore                       | 1909       | 4 agosto 1909     | 7 agosto 1910     |
|            | | Carlos Eugenio Restrepo | Unión Republicana                  | 1910       | 7 agosto 1910     | 7 agosto 1914     |
|            | | José Vicente Concha | Conservatore                       | 1914       | 7 agosto 1914     | 7 agosto 1918     |
|            | | Marco Fidel Suárez | Conservatore                       | 1918       | 7 agosto 1918     | 11 novembre 1921  |
|            | | Jorge Marcelo Holguín Mallarino | Conservatore                       |            | 11 novembre 1921  | 7 agosto 1922     |
|            | | Pedro Nel Ospina | Conservatore                       | 1922       | 7 agosto 1922     | 7 agosto 1926     |
|            | | Miguel Abadìa Méndez | Conservatore                       | 1926       | 7 agosto 1926     | 7 agosto 1930     |
|            | | Enrique Olaya Herrera | Liberale                           | 1930       | 7 agosto 1930     | 7 agosto 1934     |
|            | | Alfonso López Pumarejo | Liberale                           | 1934       | 7 agosto 1934     | 7 agosto 1938     |
|            | | Eduardo Santos | Liberale                           | 1938       | 7 agosto 1938     | 7 agosto 1942     |
|            | | Alfonso López Pumarejo | Liberale                           | 1942       | 7 agosto 1942     | 3 luglio 1945     |
|            | | Alberto Lleras Camargo | Liberale                           |            | 3 luglio 1945     | 7 agosto 1946     |
|            | | Mariano Ospina Pérez | Conservatore                       | 1946       | 7 agosto 1946     | 7 agosto 1950     |
|            | | Laureano Gómez | Conservatore                       | 1949       | 7 agosto 1950     | 13 giugno 1951    |
|            | | Roberto Urdaneta Arbeláez | Conservatore                       |            | 13 giugno 1951    | 13 giugno 1953    |
|            | | Gustavo Rojas Pinilla | Militare                           |            | 13 giugno 1953    | 10 maggio 1957    |
|            | Giunta militare colombiana Composta da: Gabriel París Gordillo Deogracias Fonseca Espinosa Rubén Piedrahíta Rafael Navas Pardo Luis Ernesto Ordóñez Castillo | Giunta militare colombiana Composta da: Gabriel París Gordillo Deogracias Fonseca Espinosa Rubén Piedrahíta Rafael Navas Pardo Luis Ernesto Ordóñez Castillo | Giunta militare                    |            | 10 maggio 1957    | 7 agosto 1958     |
|            | | Alberto Lleras Camargo | Liberale - FN                      | 1958       | 7 agosto 1958     | 7 agosto 1962     |
|            | | Guillermo León Valencia | Conservatore - FN                  | 1962       | 7 agosto 1962     | 7 agosto 1966     |
|            | | Carlos Lleras Restrepo | Liberale - FN                      | 1966       | 7 agosto 1966     | 7 agosto 1970     |
|            | | Misael Pastrana Borrero | Conservatore - FN                  | 1970       | 7 agosto 1970     | 7 agosto 1974     |
|            | | Alfonso López Michelsen | Liberale                           | 1974       | 7 agosto 1974     | 7 agosto 1978     |
|            | | Julio César Turbay Ayala | Liberale                           | 1978       | 7 agosto 1978     | 7 agosto 1982     |
|            | | Belisario Betancur | Conservatore                       | 1982       | 7 agosto 1982     | 7 agosto 1986     |
|            | | Virgilio Barco Vargas | Liberale                           | 1986       | 7 agosto 1986     | 7 agosto 1990     |
|            | | César Gaviria | Liberale                           | 1990       | 7 agosto 1990     | 7 agosto 1994     |
|            | | Ernesto Samper | Liberale                           | 1994       | 7 agosto 1994     | 7 agosto 1998     |
|            | | Andrés Pastrana Arango | Conservatore                       | 1998       | 7 agosto 1998     | 7 agosto 2002     |
|            | | Álvaro Uribe Vélez | Primero Colombia                   | 2002, 2006 | 7 agosto 2002     | 7 agosto 2010     |
|            | | Juan Manuel Santos | Partito Sociale di Unità Nazionale | 2010, 2014 | 7 agosto 2010     | 7 agosto 2018     |
|            | | Iván Duque Márquez | Centro Democratico                 | 2018       | 7 agosto 2018     | 7 agosto 2022     |
|            | | Gustavo Petro | Colombia Humana (Pacto Histórico)  | 2022       | 7 agosto 2022     | in carica         |